# Фінн Джонс
Теренс «Фінн» Джонс (англ. Terence «Finn» Jones; нар. 14 березня 1988) — англійський актор. Відомий ролями Сера Лораса Тірела, або Лицаря Квітів, у серіалі «Гра престолів» та Денні Ренда або Залізного Кулака у Кіновсесвіті Marvel.

## Біографія
Народився 24 березня 1988 року в Лондоні. Навчався у Школі Гейза, що в Бромлі. Згодом пройшов трирічний курс акторської підготовки у мистецькій школі The Arts Educational Schools.
2009 року зіграв роль молодика Джеймі, який закоханий у Ганну Ешворт, у серіалі «Голліокс пізно вночі», а 2010 року виконав роль Тіма Гебдона в серіалі «Лікарі». Цього ж року з'явився у двох епізодах серіалу «Суто англійське вбивство», де зіграв роль сина командора Лізи Кенеді — Марка, якого звинувачують у вбивсті. Ба більше, у тому ж 2010 закінчив зйомки у драмі під назвою «Коменданська година».
Джонс також зіграв Сантьяго Джонса у серіалі «Доктор Хто». 19 червня 2010 стало відомо, що Джонс гратиме у серіалі «Гра престолів» (роль — Сер Лорас Тірел), що є адаптацією серії романів «Пісня льоду і вогню» Джорджа Мартіна, а 2012 року Фінн зіграв невелику роль у фільмі жахів «Поворот не туди 5:Кровна спорідненість».
2014 року з'явився у двох фільмах — «Спляча красуня» та «Останній сеанс». Також виконав роль Дені Ренда у серіалі «Залізний кулак», прем'єра якого відбулася 15 березня 2017 року. Цю ж роль зіграв й у міні-серіалі на 8 серій — «Захисники», який має вийти у серпні 2017 року.

## Особисте життя
Справжнє ім'я актора Теренс «Террі» Джонс, але він був вимушений змінити його, щоб уникнути плутанини з Террі Джонсом, одного з учасників гурту «Монті Пайтон».
Хоча Джонс відомий переважно як актор, він ще й ді-джей. Він також є учасником лондонської колективу «Human Effort».

## Фільмографія

### Кіно
| Назва                                   | Оригінальна назва        | Рік  | Роль                     |
| --------------------------------------- | ------------------------ | ---- | ------------------------ |
| Поворот не туди 5: Кровна спорідненість | Wrong Turn 5: Bloodlines | 2012 | Тедді                    |
| Спляча красуня                          | Sleeping Beauty          | 2014 | Берроу                   |
| Останній сеанс                          | The Last Showing         | 2014 | Мартін                   |
| Шкіряне обличчя                         | Leatherface              | 2017 | заступник шерифа Сореллс |
| Не спати                                | Awake                    | 2021 | Браян                    |
| Каньйон Дель Муерто                     | Canyon Del Muerto        | 2022 | Чарльз Ліндберг          |

### Телебачення
| Назва                    | Оригінальна назва         | Рік       | Роль                        | Примітки                      |
| ------------------------ | ------------------------- | --------- | --------------------------- | ----------------------------- |
| Голліокс пізно вночі     | Hollyoaks Later           | 2009      | Джеймі                      | 5 епізодів                    |
| Голліокс                 | Hollyoaks                 | 2010      | Джеймі                      | 9 епізодів                    |
| Пригоди Сари Джейн       | The Sarah Jane Adventures | 2010      | Сантьяго Джоунз             | 2 епізоди                     |
| Суто англійське вбивство | The Bill                  | 2010      | Марк Кеннеді                | 2 епізоди                     |
| Лікарі                   | Doctors                   | 2010–2011 | Трістан Бентлі / Тім Гебдон | 2 епізоди                     |
| Гра престолів            | Game of Thrones           | 2011–2016 | Лорас Тайрел                | 21 епізоди                    |
| Життя у квадратах        | Life in Square            | 2015      | Джуліан Белл                | 3 епізоди                     |
| Залізний кулак           | Iron Fist                 | 2017–2018 | Денні Ренд / Залізний кулак | 23 епізоди                    |
| Захисники                | The Defenders             | 2017      | Денні Ренд / Залізний кулак | 8 епізодів                    |
| Люк Кейдж                | Luke Cage                 | 2018      | Денні Ренд / Залізний кулак | Епізод: "The Main Ingredient" |
| Дікінсон                 | Dickinson                 | 2021      | Семюел Боулз                | 10 епізодів                   |
| Плавання з акулами       | Swimming with Sharks      | 2022      | Марті                       | 6 епізодів                    |